# Matatiele Local Municipality
Matatiele (englisch Matatiele Local Municipality) ist eine Lokalgemeinde im Distrikt Alfred Nzo der südafrikanischen Provinz Ostkap. Der Sitz der Gemeindeverwaltung befindet sich in Matatiele. Bürgermeister der Gemeinde ist Momelezi Mthetheleli Mbedla.
Der Gemeindename ist vom Sesotho-Begriff für „die Enten sind geflogen“ abgeleitet, ein Hinweis auf die Vielzahl von Feuchtgebieten in der Umgebung, die den Enten als Lebensraum dienen.

## Städte und Orte
- Cedarville
- Kgubetsoana
- Khoapa
- Maluti
- Matatiele
- Outspan
- Pamlaville
- Tholang
- Tsita

## Bevölkerung
Im Jahr 2011 hatte die Gemeinde 203.843 Einwohner. Davon waren 98,1 % schwarz. Erstsprache war zu 56,9 % isiXhosa, zu 33,1 % Sesotho, zu 2,9 % Englisch, zu 1,9 % isiZulu und zu 1,7 % Afrikaans.

## Parks und Naturschutzgebiete
- Wilfred Bauer Nature Reserve